# Szólád
Szólád é um município da Hungria, situado no condado de Somogy. Tem 19,98 km² de área e sua população em 2019 foi estimada em 485 habitantes.